# Пап'яменто

Пап'яме́нто (papiamento або papiamentu) — креольська мова, рідна мова населення Аруби та Карибських Нідерландів: Бонайре і Кюрасао. Кількість носіїв мови — близько 329 тис. осіб.
За походженням лексика пап'яменто є сумішшю нідерландської (близько 25 % словника), іспанської та португальської (близько 60 %), за участю англійської, аравацької та африканських мов.
Останнім часом на пап'яменто має значний вплив англійська, яку (як і нідерландську) знає чимала частина населення, а ще венесуельська іспанська (особливо на Арубі).
Використовуються дві орфографічні системи: одна, що відображає етимологію (на сьогодні тільки на острові Аруба), і друга, більш «фонетична» (на островах Бонайре та Кюрасао).
Пап'яменто проголошена офіційною мовою Аруби (разом із нідерландською) і (з 7 березня 2007 року) Нідерландських Антильських островів (разом із нідерландською й англійською).